# سباندو باليه

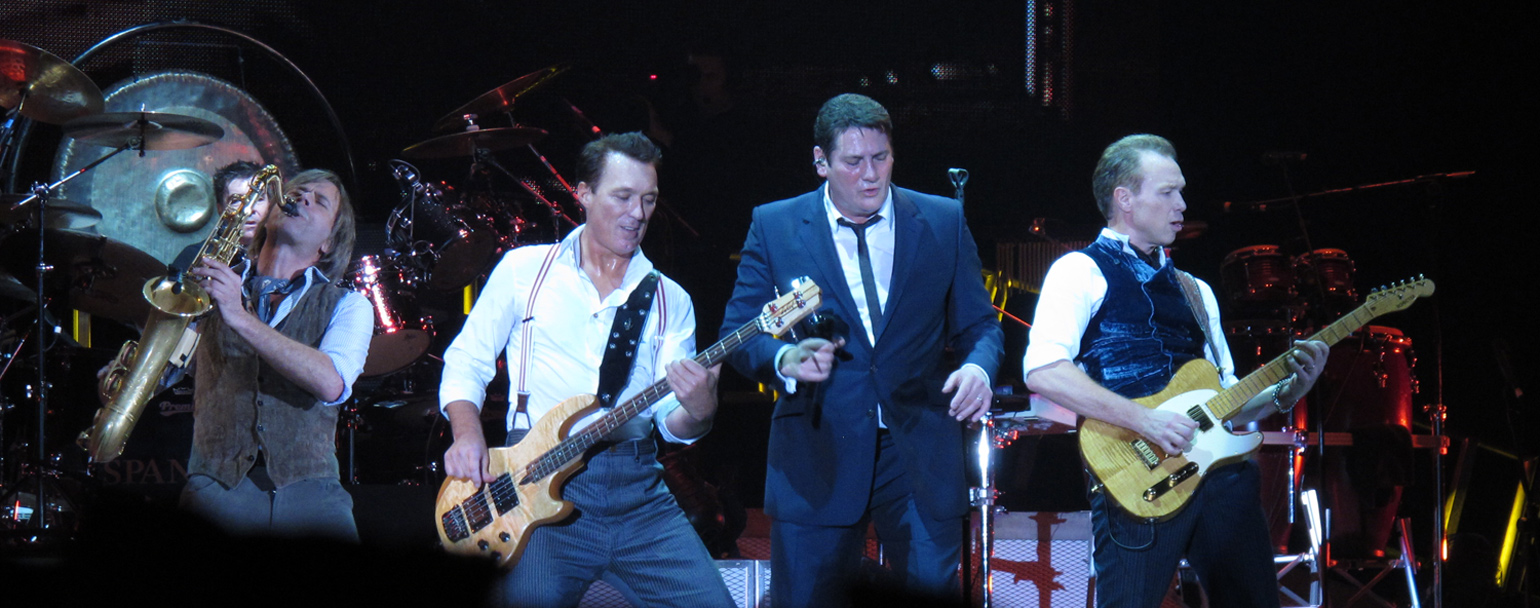
"سباندو باليه" في جولة أكتوبر 2009

سباندو باليه (بالإنجليزية: Spandau Ballet) فريق لموسيقى الموجة الجديدة الإنجليزية تم تشكيله في إيسلينجتون، لندن، في عام 1979. أصبحوا من أنجح الفرق في العصر الرومانسي الجديد لموسيقى البوب البريطانية  وكانوا جزءًا من الغزو البريطاني الثاني لأفضل 40 بيلبورد في الثمانينيات، حيث باعوا 25 مليون ألبوم ولديهم 23 أغنية فردية في جميع أنحاء العالم. أفضل 10 ألبومات، بما في ذلك أعظم ثلاث مجموعات وألبوم من المواد المعاد تسجيلها. تراوحت تأثيراتهم الموسيقية من موسيقى الروك البانك وموسيقى السول إلى المغنين الأمريكيين فرانك سيناترا وتوني بينيت.

## أعضاء الفريق
تضمنت التشكيلة الأصلية للفريق

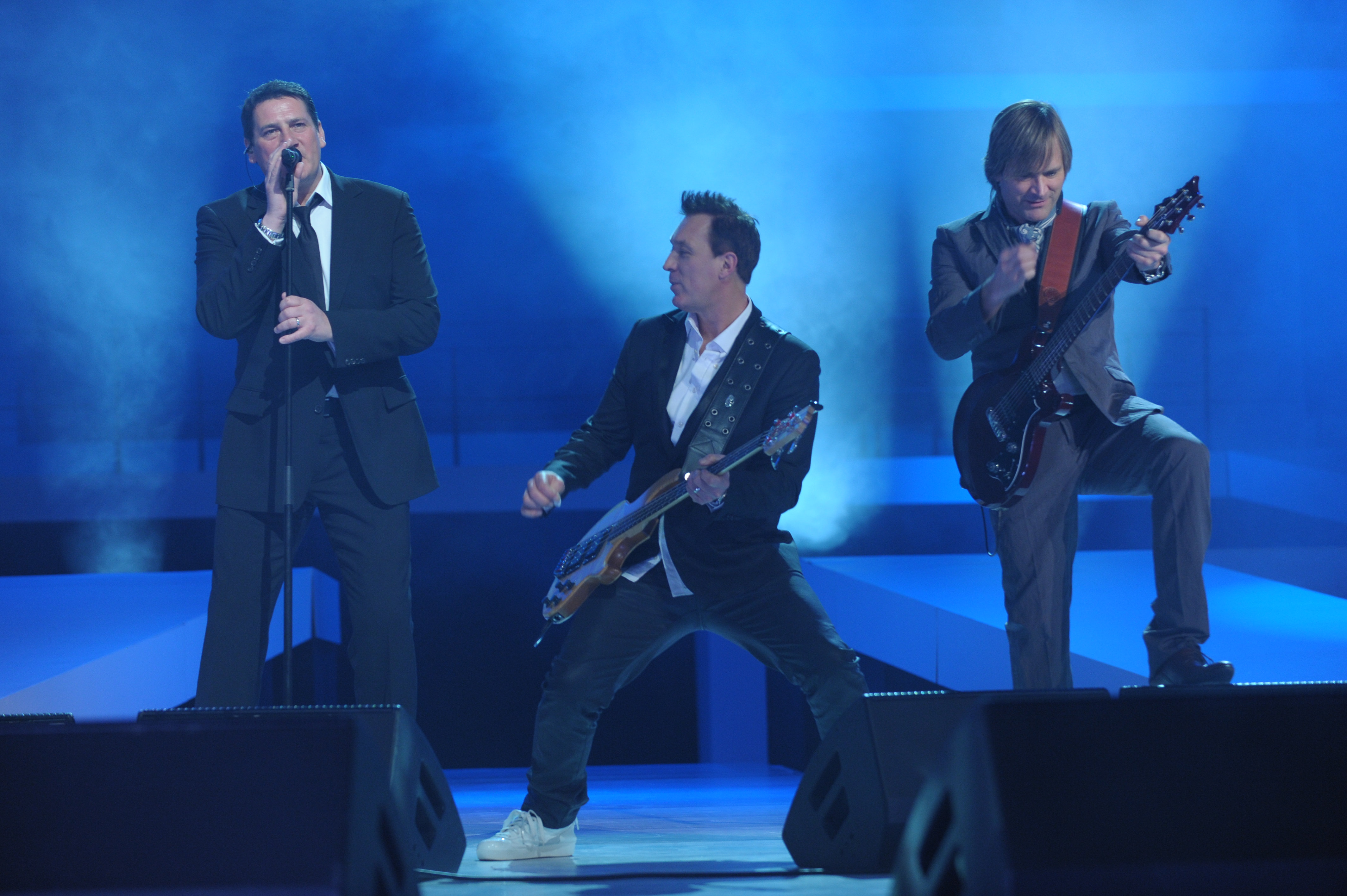
"سباندو باليه" فب ميشالسكي ستايل نايت 4 سبتمبر 2011

جاري كيمب على الجيتار والمركب synthesiser والغناء الداعم، وأيضًا مؤلف أغاني الفريق
مارتن كيمب (شقيق جاري) على جيتار الباس
توني هادلي (المغني)، وستيف نورمان (عازف الساكسفون) وجون كيبل (الطبول).

## تاريخ الفريق
صعدت أغنيتهم الأولى «لقطع القصة الطويلة لتصبح قصيرة To Cut a Long Story Short» إلى المركز الخامس في المملكة المتحدة عام 1980. كانت الأولى من بين أفضل عشرة أغاني فردية في المملكة المتحدة. بلغت الفرقة ذروتها في عام 1983 مع ألبوم «صادق True» حيث وصلت أغنية الألبوم الرئيسية إلى المرتبة الأولى في المملكة المتحدة والخمس الأوائل في الولايات المتحدة، وفي عام 2011، حصلت الأغنية على جائزة BMI باعتبارها واحدة من أكثر الأغاني التي تم بثها في تاريخ الولايات المتحدة بأربعة ملايين بث. في عام 1984، حصلوا على جائزة بريت للتميز التقني وكان أول عمل رشحه بوب جيلدوف للانضمام إلى تشكيلة Band Aid (مجموعة خيرية كبيرة تضم موسيقيين بريطانيين وأيرلنديين وفناني تسجيل الأغاني) في عام 1985، قدموا الحفلة الموسيقية Live Aid (حفل موسيقي أقيم يوم السبت 13 يوليو 1985، بالإضافة إلى مبادرة لجمع التبرعات على أساس الموسيقى) في ملعب ويمبلي.

## وصلات خارجية
- سباندو باليه على موقع IMDb (الإنجليزية)
- سباندو باليه على موقع ميوزك برينز (الإنجليزية)
- سباندو باليه على موقع أول ميوزيك (الإنجليزية)
- سباندو باليه على موقع ديسكوغز (الإنجليزية)

https://www.songfacts.com/facts/spandau-ballet سباندو باليه